# Phreaking
Phreaking (vyslov frýkiŋ) je označení pro napojení se na cizí telefonní linku v rozvodnicích, veřejných telefonních budkách nebo přímo na nadzemní/podzemní telefonní vedení, díky čemuž lze:
1. volat zadarmo kamkoliv
2. surfovat zadarmo po internetu
3. odposlouchávat cizí telefonní hovory

Platba za hovor jde samozřejmě na účet oběti (registrovaného uživatele linky anebo telekomunikační společnosti). Za phreaking se považuje i nabourávání se různými metodami do mobilní sítě nebo výroba odposlouchávacích zařízení. Jde o trestnou činnost (obtížně odhalitelnou); dosud z ní v Česku nikdo nebyl usvědčen a odsouzen.[kdy?][zdroj?]

## Počátky
Tento jev vznikl okolo roku 1957 v USA.

## Historie phreakingu v Česku a na Slovensku
První zmínky o phreakingu přinesl Zdeněk Adamec (později se proslavil sebevraždou upálením 6. března 2003 na Václavském náměstí v Praze). Jeho, dnes neexistující, internetové stránky () se však hlavně věnovaly darkingu, informace o phreakingu zabrala cca dva články. Zhruba do roku 2006 bylo o phreakingu ticho, poté vznikly webové stránky jistého „Subbera“, považovaného za duchovního otce českého phreakingu. Ty byly několikrát přemístěny na jinou adresu; dnes neexistují a místo nich má dotyčný nový web, přes nějž chce phreakerské společenství v této zemi obnovit (viz níže).

### Mediální publicita
Phreaking se nikdy nijak výrazně nedostal do médií. Výjimkou byl článek Darking: Poslední zhasne v časopise MF Plus 7/2008, kde se však mluvilo hlavně o Zdeňku Adamcovi a darkingu. Phreakingu byl věnován malý sloupeček „Telefonní škůdci“, kde Subber odpovídal na (pravděpodobně) e-mailové otázky o phreakerské scéně. Z tohoto článku v MF Plus lze odvodit, že místní phreakerská komunita se dá v současnosti označit za mrtvou.